# McLaren MP4/15
McLaren MP4/15 — гоночний автомобіль команди Формули-1 West McLaren Mercedes, що виступав в сезоні 2000 року. У порівнянні з сезоном 1999 склад гонщиків не змінився. За команду виступали фін Міка Хаккінен та шотландець Девід Култхард. Шасі виявилось вдалим і зі підсумками сезону команда завоювала 7 перемог та посіла друге місце у Кубку конструкторів.

## Результати виступів у Формулі-1
| Рік  | Шасі           | Двигун                   | Шини | № | Пілоти   | Австралія | Бразилія | Сан-Марино | Велика Британія | Іспанія | Європейський Союз | Монако | Канада | Франція | Австрія | Німеччина | Угорщина | Бельгія | Італія | США  | Японія | Малайзія | Очки | КК |
| ---- | -------------- | ------------------------ | ---- | - | -------- | --------- | -------- | ---------- | --------------- | ------- | ----------------- | ------ | ------ | ------- | ------- | --------- | -------- | ------- | ------ | ---- | ------ | -------- | ---- | -- |
| 2000 | McLaren MP4/15 | Mercedes-Benz FO110J V10 | B    |   |          | АВС       | БРА      | САН        | ВЕЛ             | ІСП     | ЄВР               | МОН    | КАН    | ФРА     | АВТ     | НІМ       | УГО      | БЕЛ     | ІТА    | США  | ЯПО    | МАЛ      | 152  | 2  |
| 2000 | McLaren MP4/15 | Mercedes-Benz FO110J V10 | B    | 1 | Хаккінен | Схід      | Схід     | 2          | 2               | 1       | 2                 | 6      | 4      | 2       | 1       | 2         | 1        | 1       | 2      | Схід | 2      | 4        | 152  | 2  |
| 2000 | McLaren MP4/15 | Mercedes-Benz FO110J V10 | B    | 2 | Култхард | Схід      | ДСК      | 3          | 1               | 2       | 3                 | 1      | 7      | 1       | 2       | 3         | 3        | 4       | Схід   | 5    | 3      | 2        | 152  | 2  |